# Regeerakkoord

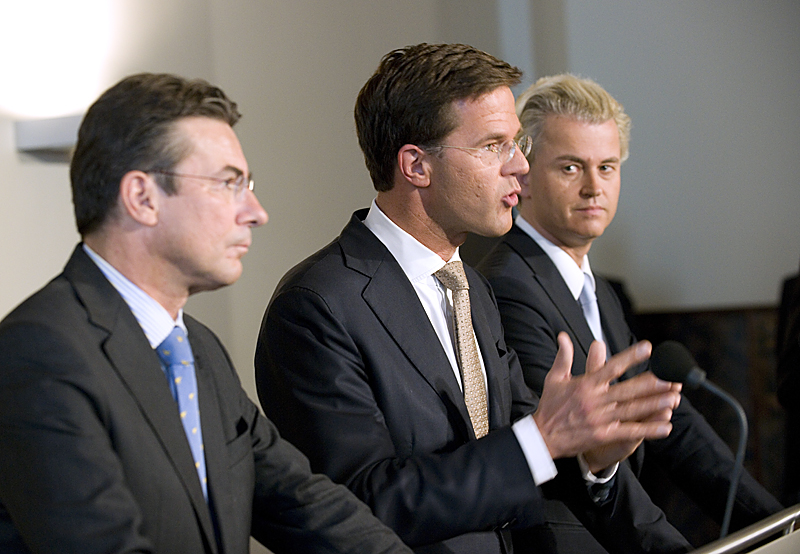
De Nederlandse politici Maxime Verhagen, Mark Rutte en Geert Wilders presenteren het regeerakkoord en het eerste gedoogakkoord in politiek Nederland, 30 september 2010.

Een regeerakkoord of coalitieakkoord is in de Nederlandse politiek een reeks beleidsafspraken die de Tweede Kamerfractie van politieke partijen maken die samen een regeringscoalitie willen gaan vormen. Het akkoord is het resultaat van besprekingen en onderhandelingen tijdens een kabinetsformatie en er worden meestal de gezamenlijke uitgangspunten en doelstellingen op verschillende terreinen in vastgelegd. Het is een meerjarige agenda voor het kabinetsbeleid, met de manier waarop de deelnemende partijen denken de onderwerpen het beste samen aan te kunnen gaan pakken. Het is geen juridische overeenkomst die kan worden afgedwongen, maar een beleidsdocument. Het gaat om maatregelen die men als  landsbestuur zou willen nemen en de ondersteuning die men daarvoor in de Tweede Kamer kan verwachten uit de eigen partijen.
Om een kabinet te vormen is het niet nodig of vereist een regeerakkoord te sluiten. Dit is in de parlementaire praktijk zo gegroeid maar er bestaat ook kritiek op.

## Achtergrond
Nederland kent regeerakkoorden sinds 1918, maar niet elke regering ging van start met een vooraf uitgewerkte agenda. Wordt er vooraf geen akkoord gesloten, of bestaat tussen regering en partijen in het parlement alleen summier overeenstemming over hoofdlijnen, is in politiek jargon sprake van een extraparlementair kabinet, uit het Latijn: buiten het parlement staand, omdat het op inhoud geen duidelijke binding met het parlement heeft en daarom minder duidelijk is op hoeveel stemmen er bij benadering te rekenen is voor bepaalde wetsvoorstellen of begrotingsposten. Deze regeringsvorm kwam in de 20e eeuw regelmatig voor in het interbellum. Als alleen op hoofdlijnen een akkoord wordt gesloten tussen kabinet en parlementspartijen, wordt dat een regeerprogramma of programakkoord genoemd.

## Gedoogakkoord
Een bijzondere vorm van een regeerakkoord is het gedoogakkoord, een relatief nieuw fenomeen in de Nederlandse politiek maar in andere landen meer gebruikelijk. Daarbij worden afspraken gemaakt en ook meningsverschillen benoemd door de partijen die een coalitie willen vormen, of de partij die wil gaan regeren, met een of meer partijfracties in de Tweede Kamer die niet in de regering zullen zijn vertegenwoordigd, dus in beginsel geen ministers en staatssecretarissen zullen leveren. Het gaat er daarbij om dat een niet-regeringspartij zich bij voorbaat bereid verklaart, bepaalde beleidsvoornemens van de regering in de Tweede Kamer te zullen gaan ondersteunen, als de regering zich bereid verklaart bepaalde programmapunten van de parlementaire partner om te gaan zetten in haar beleid. Omdat een  gedogende partij, gedoogpartner, oppositiepartner of ondersteuningspartij genoemd, officieel niet deelneemt aan de regering, kunnen de fractievoorzitter en woordvoerders door de Kamers niet ter verantwoording worden geroepen voor het gevoerde beleid, een van de belangrijkste rechten die de Grondwet de volksvertegenwoordiging biedt ten aanzien van het gevoerde regeringsbeleid.
De idee om afspraken te maken en vast te leggen over steun in de Tweede Kamer aan de regering door niet-regeringspartijen, is in Nederland overgenomen uit het politieke systeem van Denemarken, waar zo'n partij wordt onderscheiden van de oppositiepartijen en Støtteparti wordt genoemd, vertaald ondersteuningspartij of steunpartij.

## Totstandkoming

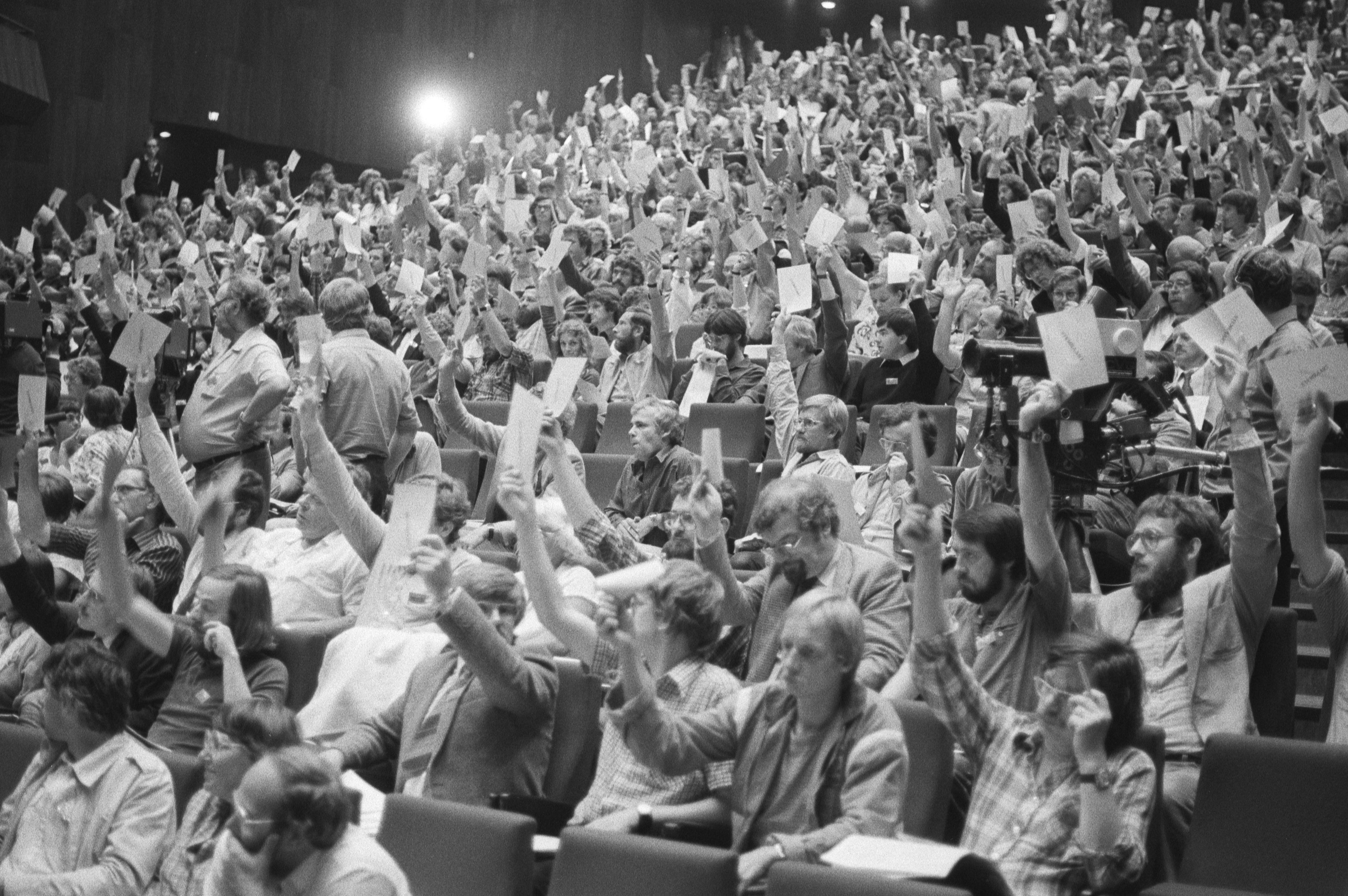
Het congres van de PvdA in den Haag stemt over een regeerakkoord (1981)

De besprekingen en onderhandelingen die aan een regeerakkoord voorafgaan, worden deels begeleid door een informateur, die een ondersteunende, faciliterende en coördinerende rol heeft. Aan tafel zitten de Tweede Kamerfracties die er naar streven samen een regering te gaan vormen. Er kan ook worden gesproken met partijen die in deze fase niet lijken te gaan deelnemen aan een te vormen kabinet, om standpunten over bepaalde onderwerpen af te tasten.
Over een regeerakkoord wordt soms langdurig onderhandeld en er wordt soms ook veel tussen partijen gesproken voordat onderhandeld wordt. Er kan aan specialisten of hoge ambtenaren van ministeries en uitvoeringsorganen om informatie en advies worden gevraagd ook over een kosten-baten analyse. Dat gebeurt lang niet altijd in het openbaar omdat men zonder publiek vaak vrijer kan spreken, mede afhankelijk van hoeveel vertrouwen er onderling is. Dit is nodig omdat de betrokken partijen doorgaans verschillende doelen nastreven, problemen anders analyseren, verschillende oplossingen denken te hebben voor maatschappelijke en geopolitieke problemen, soms tegenstrijdige standpunten en belangen hebben, de verkiezingsprogramma's van elkaar verschillen en er verschillende beloftes zijn gedaan aan achterban en kiezers. Deze manier van doen wordt door velen als ondoorzichtig beschouwd en verguisd als Haagse achterkamertjespolitiek. Dat standpunt wordt vooral ingenomen door partijen die niet bij de (besloten) besprekingen betrokken zijn en wordt vaak losgelaten zodra ze wel kunnen meedoen. De betrokken partijen leggen een conceptakkoord ook vaak voor aan hun achterban.
Afhankelijk van de mate waarin partijen in staat waren compromissen te sluiten, of vertrouwen hebben dat de ander zich aan toezeggingen en afspraken zal houden, kan een regeerakkoord meer of minder gedetailleerd zijn.

## Mogelijke inhoud

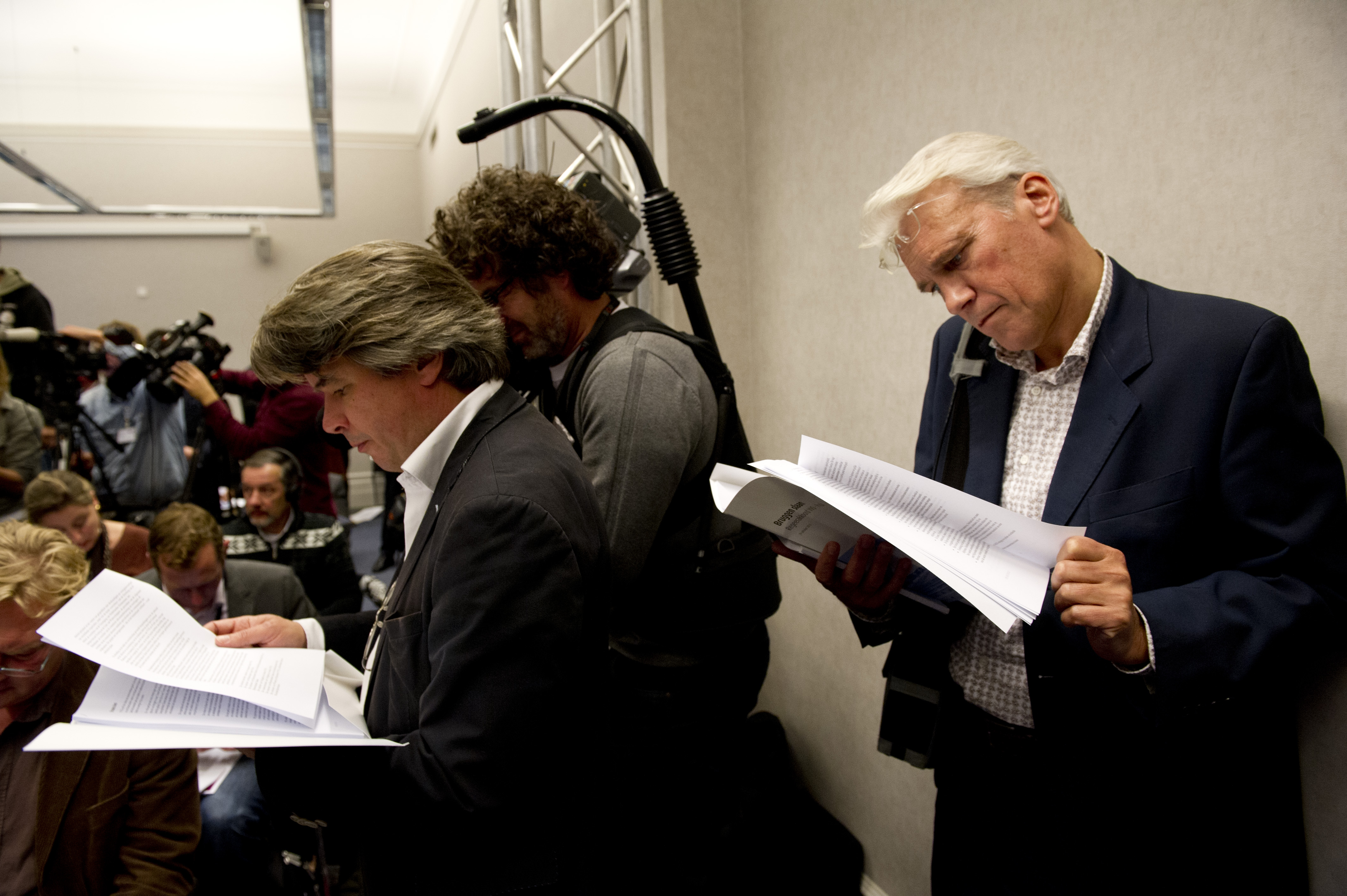
Journalisten lezen het regeerakkoord gelijk op de persconferentie (2012)

Het regeerakkoord is een politiek-inhoudelijk document, er wordt doorgaans het volgende in geregeld:
- De uitgangspunten voor de rijksbegroting, de begrotingsdiscipline (hoe om te gaan met meevallers en tegenvallers), bezuinigingen en uitgavenverhogingen.
- Belangrijke wetgeving die wordt voorzien, bijvoorbeeld over medisch-ethische kwesties.
- De positie die de regering wil kiezen in internationale conflicten en internationale organisaties (Europese Unie, NAVO, Verenigde Naties).
- De beschrijving van, en oplossingsrichting voor, grote of actuele maatschappelijke, economische of strategische problemen en vraagstukken.
- Andere belangrijke onderwerpen die in één of meer regeringsfracties gevoelig zouden kunnen liggen.

De verdeling van ministersposten en staatssecretariaten wordt in de regel niet in een regeerakkoord opgenomen. Dat wil echter niet zeggen dat daar niet al tijdens de inhoudelijke fase van een kabinetsformatie over wordt gesproken. Als men weet dat bepaalde personen interesse hebben in het vervullen van een bepaalde functie, kan beter worden ingeschat of bepaalde "lastige punten" uit een regeerakkoord kans van slagen hebben in de praktijk of niet. Ook kan het op voorhand uitsluiten van bepaalde personen een formatie inhoudelijk vooruit helpen. Verder kan het voorkomen dat een door een partij beoogde bewindspersoon inhoudelijk niet goed ligt bij andere onderhandelaars, of dat een partij niet op alle beleidsterreinen capabele kandidaten kan leveren, bijvoorbeeld als er weinig politiek-bestuurlijke ervaring is opgedaan. In zulke gevallen kan de personele invulling van het te vormen kabinet wel een thema in de informatiefase zijn en kan het voorkomen dat  daar ook afspraken over worden gemaakt. Officieel komen de bewindspersonen echter pas aan de orde in de fase van de formatie, gecoördineerd en georganiseerd door een formateur.
Is door de coalitiepartijen een akkoord uitgewerkt en zijn voor alle te bezetten posten personen gevonden, stelt het kabinet in spe een regeringsverklaring op. Na het aantreden van een kabinet in Nederland, legt de minister-president in de regeringsverklaring namens de nieuwe regering verantwoording af aan de Tweede Kamer over de kabinetsformatie en over het voorgenomen regeerprogramma. Dat bestaat uit het regeerakkoord met eventuele aanvullingen van de bewindspersonen in het nieuwe kabinet. Het parlement heeft dan de mogelijkheid haar vertrouwen in het kabinet uit te spreken of dat te onthouden, volgens de zogenaamde vertrouwensregel.

## Staatsrechtelijk
De kracht en waarde van een regeerakkoord is betrekkelijk, omdat de politieke omstandigheden snel kunnen veranderen nadat het akkoord is gesloten. Het regeerakkoord is als zodanig staatsrechtelijk zonder betekenis, het is geen voorwaarde of verplichting, integendeel, staatsrechtelijk beschouwd kunnen en mogen Tweede en Eerste Kamerleden geheel naar eigen inzicht stemmen, dat heet van oudsher stemmen zonder last of ruggespraak. Een regeerakkoord kan daarom officieel niet door de ondertekenaars, een partijleider of fractievoorzitter, bij Kamerleden worden afgedwongen. Grondwettelijk heeft de democratie voorrang boven "sterk leiderschap" van de eenling binnen een partij. In de praktijk zullen veel Kamerleden om verschillende redenen toch vaak meestemmen in de partijlijn, dit verschijnsel wordt fractiediscipline genoemd. Het is ook voorgekomen dat bepaalde partijleden al bij voorbaat hadden aangegeven (op bepaalde onderwerpen) niet mee te stemmen met de partijlijn. Aan de andere kant bestaan er ook binnen een partij verschillende belangen, bijvoorbeeld tussen bestuurders als burgemeester en commissaris van de koning, oud bestuurders die een internationale functie ambiëren en de fractievoorzitter die aan de onderhandelingstafel zit. Dus ook al ligt er een partijlijn, kunnen binnen de partij veel mensen het daar niet mee eens zijn.
Als algemene kritiek op het sluiten van gedetailleerde regeerakkoorden geldt, dat dit op gespannen voet staat met de grondwettelijke taakverdeling tussen volksvertegenwoordiging en bestuur, het zogenaamde dualisme. Is een akkoord gesloten, bestaat namelijk de tendens dat fractieleden van de coalitiepartijen zich gebonden voelen aan de politieke keuzes die hun fractievoorzitter heeft gemaakt, waarover zij dan niet meer geheel vrij en onafhankelijk kunnen oordelen en stemmen. Daarnaast hebben steeds grotere groepen uit de bevolking zo de indruk gekregen, dat ook zij geen invloed (meer) kunnen uitoefenen op de politiek. De Raad voor het Openbaar Bestuur pleit daarom bijvoorbeeld voor een mengvorm: het regeerakkoord zou niet in beton gegoten moeten zijn, maar prioriteiten moeten stellen en waarden en doelen benoemen. Er kunnen dan afspraken worden opgenomen over het proces en de randvoorwaarden voor het vormgeven en inkleuren van het behalen van de doelen. Dit is een opzet die ruimte geeft om het hele parlement, en de samenleving, bij het regeren te betrekken.
Bij onderhandelingen over het coalitieakkoord van het kabinet-Rutte IV in 2022, is er bewust voor gekozen ruimte te laten voor initiatieven uit de Tweede Kamer en invloed vanuit de maatschappij. Mocht er van oppositie- of coalitiepartij een beter voorstel voor een oplossing komen dan de regering doet, moest dat bespreekbaar zijn, onafhankelijk van partijkleur. Deze opening in het regeerakkoord had onder andere te maken met de bevindingen van het in opdracht van de toenmalige regering uitgebrachte rapport uit 2018 van de Staatscommissie parlementair stelsel. Ook was een reden dat de Kamer eerder in de formatie een motie van afkeuring had aangenomen over gedrag van premier Rutte tegenover een Kamerlid dat de vorige regering ten val had gebracht en daarbij gewoon de politieke regels had aangehouden (controle van het regeringsbeleid). Op deze manier hoopte de nieuwe regering vertrouwen terug te kunnen winnen, van parlement en bevolking. Het coalitieakkoord besloeg desalniettemin 51 bladzijden.
Ook de vroegere CDA-politicus Pieter Omtzigt, die in 2023 Nieuw Sociaal Contract oprichtte, streeft met deze partij meer open vormen van regeren aan, waarbij wordt afgestapt van het standaard meerderheidskabinet dat regeert op basis van een gedetailleerd regeerakkoord. Hij meent dat dit een van de manieren kan zijn om de afstand te verkleinen tussen het landsbestuur enerzijds en maatschappelijke organisaties en burgers, met hun wensen, problemen en noden anderzijds.